# Округ Маверик (Тексас)
Округ Маверик (енгл. Maverick County) је округ у америчкој савезној држави Тексас. По попису из 2010. године број становника је 54.258.

## Демографија
Према попису становништва из 2010. у округу је живело 54.258 становника, што је 6.961 (14,7%) становника више него 2000. године.
| Група             | 2000.          | 2010.          |
| Белци             | 1.610 (3,4%)   | 1.552 (2,9%)   |
| Афроамериканци    | 146 (0,3%)     | 135 (0,2%)     |
| Азијати           | 184 (0,4%)     | 177 (0,3%)     |
| Хиспаноамериканци | 44.938 (95,0%) | 51.914 (95,7%) |
| Укупно            | 47.297         | 54.258         |